# Vahtisaari (ö i Södra Savolax, Nyslott, lat 62,05, long 29,30)
Vahtisaari är en ö i Finland. Den ligger i sjön Jalasjärvi och i kommunen Nyslott i  landskapet Södra Savolax, i den sydöstra delen av landet, 300 km nordost om huvudstaden Helsingfors. Öns area är 1,2 hektar och dess största längd är 180 meter i nord-sydlig riktning.